# Сањ
Сањ (мађ. Szany) је град у северној Мађарској, у жупанији Ђер-Мошон-Шопрон (Győr-Moson-Sopron megye). 

## Историја
У првом документу који потиче из 1398. године који помиње насеље помиње се и као Зајан. У то време припадао је дворцу Кесо ђерске бискупије.
Захваљујући свом повољном положају, дуж пута Шопрон-Папа, већ 1427. године има статус трговишта.
Године 1543. Турци су га опљачкали и спалили, али је у 1549. години у насељу побројано 42 кмета и 37 кметовских породица. И Раба га је донекле штитила од Турака, али је често насеље било и уништавано речним поплавама, због чега је већ тада почела изградња заштитних насипа.
Године 1571. записи чувеног градоначелника Кесоа Ђерђа Турија говоре о његовим саборцима који су побегли са југа и о турском напредовању. За то време се повећао број сиромашних. Један од знакова осиромашења је и то што су штитоноше који нису обављали своје услуге били приморани да напусте своја станишта и могли су се сакрити само у импровизованим колибама на ободу насеља.

## Демографија
Током пописа из 2011. године, 91,3% становника се изјаснило као Мађари, 4% као Роми, а 0,3% као Немци (8,7% се није изјаснило, због двојног идентитета, укупан број може бити већи од 100%). 
Верска дистрибуција је била следећа: римокатолици 82%, реформисани 0,8%, лутерани 2,4%, неденоминациони 2,3% (12,5% се није изјаснило).